# Каве (коммуна)
Каве (итал. Cave) — коммуна в Италии, располагается в области Лацио, подчиняется административному центру Рим.
Население коммуны, на 01.01.2024 года, составляет 10 822 человека, плотность населения ─ 598,58 чел./км². Коммуна занимает площадь 18,08 км². Почтовый индекс — 00033. Телефонный код — 06.
Покровителями коммуны почитаются Пресвятая Богородица (Santa Maria del Campo), празднование 27 апреля, и священномученик Лаврентий, архидиакон.

## Демография
Динамика населения:

## Города-побратимы
- Ле-Като-Камбрези, Франция[2]

## Соседние коммуны
- Кастель-Сан-Пьетро-Романо
- Дженаццано
- Палестрина
- Рокка-ди-Каве
- Вальмонтоне